# Open Root Server Confederation
Die Open Root Server Confederation, Inc. (ORSC) ist eine 1998 gegründete Non-Profit-Organisation, die alternative Root-Nameserver im Domain Name System verwaltet. 
Das Unternehmen wurde ursprünglich für ein Vertragsangebot gegründet, die DNS-Root-Nameserver zu koordinieren, jedoch wählte das amerikanische Handelsministerium hierfür die Internet Corporation for Assigned Names and Numbers (ICANN).